# Ács Lajos (politikus)
Ács Lajos (1947-ig Feldmann, Budapest, 1922. szeptember 22. – Budapest, 1968. szeptember 18.) magyar gazdaság- és pártpolitikus, országgyűlési képviselő.

## Élete
Kikeresztelkedett zsidó családból származott, apja Feldmann Lajos gyári munkás, majd bányász, anyja Zsila Józsa volt. Gyermekkorát Pilisvörösvárott töltötte, ahol elszegényedett családja egy Fő utcai sváb gazda udvarában élt. Elemi és középiskoláit is ott végezte – utóbbinak költségeit, kiváló eredményeire való tekintettel a helyi elöljáróság vállalta –, 1940-ben tett érettségi vizsgát. Középiskolai tanulmányait követően beiratkozott a József Nádor Műszaki és Gazdaságtudományi Egyetem közgazdaság-tudományi szakára. Már hallgatói évei alatt is munkát vállalt: 1941–1942-ben kisegítő tisztviselő volt a Futura – Magyar Szövetkezeti Központok Áruforgalmi Rt.-nél, majd 1943–1944-ben a pilisszentiváni, István-aknai bányaüzemben dolgozott. Ugyancsak 1943-ban belépett a Segédmunkások és Magánalkalmazottak Szakszervezetébe, ahol hamarosan kapcsolatba került a munkásmozgalommal; ugyanabban az évben tanulmányait is abbahagyta.
1945-től a Magyar Kommunista Párt (MKP) tagja lett, s ugyanazon év augusztusban az MKP Budakörnyéki járási titkárának választották meg. A következő évben már a párt Észak-Pestmegyei Bizottságának propagandistája volt. 1947-ben elvégezte a hat hónapos pártiskolát (ugyanabban az évben határozta el nevének magyarosítását is), majd az MKP Központi Vezetőségének (KV) Párt- és Tömegszervezetek Osztályára helyezték át, előbb instruktori, később alosztályvezetői, 1950 áprilisától pedig osztályvezető-helyettesi beosztásba. 1950-ban Pilisvörösvárott kötött házasságot Gröschl Terézzel.
1950 decembere és 1951 júliusa között az időközben létrejött Magyar Dolgozók Pártja (MDP) Somogy megyei első titkára lett, s közben, 1951. március 1-jétől az MDP KV póttagjának is megválasztották. 1951 szeptemberében új megbízatást kapott: az MDP KV Párt-és Tömegszervezetek Osztályának helyettes vezetőjévé jelölték ki. Ezekben az években Szovjetunióban is folytatott tanulmányokat – 1953-ban Moszkvában elvégezte az SZKP pártakadémiáját. Később még Budapesten is visszaült az iskolapadba: 1957–1958 közt az ELTE BTK-n magyar nyelv és irodalom szakon tanult, de nem ismert biztos adat azzal kapcsolatban, hogy akár ezen, akár korábbi, közgazdasági tanulmányait befejezte volna.
1953. február 26-ától az MDP Politikai Bizottságának (PB) tagja és a Központi Vezetőség osztályvezetője lett, utóbbinak immár rendes tagként, 1953 júniusától pedig titkáraként. E minőségében a felügyeleti területe többször változott, de pozícióját több mint három éven át megtartotta, csak az 1956. október 23-át követő napokban szorult ki a vezető testületekből. Hivatali munkájával párhuzamosan ugyanezekben az években országgyűlési képviselő is volt: az 1953. május 17-i választásokon szerzett mandátumot a Magyar Függetlenségi Népfront Somogy megyei listáján, lemondását pedig 1957. május 9-én jelentették be a törvényhozásban.
Az 1956-os forradalom leverését követően politikai szempontból „légüres térbe” került, így jobb lehetőség híján visszatért tanult szakmájához. 1957-től a Magyar Nemzeti Bank ügyvezető igazgatója, 1958-tól osztályvezetője, 1963-tól pedig főosztályvezető-helyettese lett. Ez idő alatt elkészítette kandidátusi értekezését, amivel 1961-ben el is nyerte a közgazdaság-tudományok kandidátusa címet. 1968 júliusától a néhány hónappal később bekövetkezett haláláig a Pénzügyminisztérium főosztályvezető-helyettese lett, e minőségében részt vett az 1968-as új gazdasági mechanizmus reform irányelveinek kidolgozásában is.
1968. szeptember 18-án, hunyt el; kiugrott minisztériumi munkahelyének ablakán. Utolsó útjára szeptember 24-én kísérték az Óbudai temetőben. Temetésén Garamvölgyi Károly, a pénzügyminiszter első helyettese és Kovács Sándor, a Magyar Nemzeti Bank ügyvezető igazgatója búcsúztatta. [Még gyerekként megismert későbbi feleségét, a vörösvári sváb származású Gröschl Teréziát, vele ellentétben Pilisvörösvárott kísérték utolsó útjára.]

## Érdekességek
- Egyes feltételezések szerint személyes közbenjárásának, Rákosi Mátyással való jó kapcsolatának kifejezetten komoly köze lehetett ahhoz, hogy sem gyermek- és fiatalkora színhelyén, Pilisvörösváron, sem egyik első munkahelyének anyatelepülésén, Pilisszentivánon nem került sor a helyi lakosságnak amúgy jelentős hányadát kitevő német (sváb) nemzetiségűek erőszakos kitelepítésére, 1946-ban és a következő években sem. Annyi biztos, hogy az akkor még mindkét település által viselt „bányásztelepülés” státusz önmagában nem volt elegendő a kitelepítés alóli teljes mentesítésre, hiszen a főváros vonzáskörzetében (pl. Csolnok, Dorog) és a Dunántúl más vidékein is zajlottak német lakosokat érintő erőszakos kitelepítések bányásztelepüléseken.[5][4] Igazolható továbbá az is, hogy
  - az ún. „II. sz. Kiíró Bizottság” Pilisvörösváron 4900 kitelepítendő személyt írt össze (akik közül legfeljebb 10% lett volna mentesíthető),
  - a lista kifüggesztésére mégsem került sor, Pilisvörösvár (és Pilisszentiván) lakosainak kitelepítését bizonytalan időre elhalasztották, és
  - Feldmann Lajos valóban megfordult Vörösváron 1946 tavaszán (május 5-én biztosan).[4]

## Főbb művei
- A Magyar Dolgozók Pártja szervezeti szabályzatának módosítása. Ács Lajos előadói beszéde az MDP III. kongresszusán. Rákosi Mátyás hozzászólásával. (Bp., 1954)
- A szocialista hitelelmélet néhány kérdése. (Bp., Közgazdasági és Jogi Könyvkiadó, 1961)
- A szocialista hitel elméletének néhány időszerű kérdése. Monográfia és kandidátusi értekezés. (Tanulmányok. 4. A Magyar Nemzeti Bank kiadványa. Bp., 1961)
- Hitelelméleti problémák a szocializmusban. (Közgazdasági Szemle, 1962)
- A szocialista pénz ma és holnap. Pénzelméleti problémák a szocializmusban. (Tanulmányok. 12. A Magyar Nemzeti Bank kiadványa. Bp., 1963)
- Gazdasági növekedés és nemzetközi fizetési rendszer. A nemzetközi pénzügyek egyes elméleti kérdései. (Bp., Kossuth Könyvkiadó, 1966)
- A szocialista pénz elmélete. (Bp., Közgazdasági és Jogi Könyvkiadó, 1966)
- The Effects of the Banking System on Enterprise Management under the New Hungarian Economic Mechanism. (Acta Oeconomica, 1968 és külön: Bp., 1968)

Kéziratban
- Jelentés az olaszországi pénzintézeti ügyvitel-gépesítés egyes kérdéseinek 1963 szeptemberében történt tanulmányozásáról. Matók Györggyel. (MNB, 1964)
- Beszámoló amerikai és nyugat-európai tanulmányutamról. (MNB, 1966)

Szerkesztés
- 1958-tól a Bankszemle című folyóirat szerkesztője volt.

## Elismerései
- Magyar Köztársasági Érdemrend Kiskeresztje (1949)
- Magyar Népköztársasági Érdemrend (1951)[6]